# Charidotella steinhauseni
Charidotella steinhauseni là một loài bọ cánh cứng trong họ Chrysomelidae. Loài này được Borowiec miêu tả khoa học năm 1989.